# Лефковриси
Лефковриси (грч. Λευκόβρυση) је насељено место у општини Кожани у периферији Западна Македонија, Грчка. Према попису из 2021. године било је 1.089 становника.
Према бугарском географу и историчару, Василу Канчову, у Лефковрисију је 1900. године живело 687 Турака. Некада је село било словенско. Године 1923. турско становништво је принудно исељено у Турску а на њихово место су насељене грчке избегличке породице, којих је на попису из 1928. било 486. Село се раније звало Ак Бунар или Извор.